# دشت بزرگ جنوبی (مجارستان)
دشتِ بزرگِ جنوبی یا ساترن گریت پلین (انگلیسی: Southern Great Plain) یک منطقه آماری مجارستان به مرکزیت شهر سِگِد است و ۱۸٬۳۳۹ کیلومترمربع مساحت و ۱٬۳۳۴٬۵۰۶ نفر جمعیت دارد.